# Wadim Pronski
Wadim Denisowitsch Pronski (kasachisch Вадим Денисович Пронский, englische Transkription Vadim Pronskiy; * 4. Juni 1998 in Astana) ist ein kasachischer Radrennfahrer.

## Karriere
Nach ersten Erfolgen bei den Junioren wurde Pronski nach dem Wechsel in die U23 Mitglied im UCI Continental Team Astana City. Für das Team gewann er 2017 eine Etappe der Bałtyk-Karkonosze Tour und 2018 die Gesamtwertung und eine Etappe des Giro della Valle d’Aosta.
Nach zwei Jahren wechselte Pronski zur Saison 2019 zum Continental Team Vino-Astana Motors. Nachdem er 2019 die Nachwuchswertung von drei Rundfahrten gewonnen hatte, wurde er noch 2019 Stagaire und erhielt er zur Saison 2020 einen Vertrag beim UCI WorldTeam Astana-Premier Tech. Seine ersten Erfolge für das Team waren der Gewinn der Nachwuchswertung bei der Kroatien-Rundfahrt 2019 und beim Adriatica Ionica Race 2021. Mit dem Giro d’Italia 2021 nahm er erstmals an einer Grand Tour teil und beendete diese auf Platz 40 der Gesamtwertung.
Nachdem sein Vertrag beim Team Astana nicht verlängert worden war, wechselte Pronski zur Saison 2025 zum Terengganu Cycling Team.

## Erfolge
2016
- Bergwertung Giro di Basilicata
- eine Etappe Giro della Lunigiana
- Asienmeisterschaften – Straßenrennen (Junioren)
- Kasachischer Meister – Einzelzeitfahren (Junioren)
- Kasachischer Meister – Straßenrennen (Junioren)

2017
- eine Etappe und Nachwuchswertung Bałtyk-Karkonosze Tour
- Nachwuchswertung Giro della Valle d’Aosta

2018
- Gesamtwertung, eine Etappe und Punktewertung Giro della Valle d’Aosta

2019
- Nachwuchswertung Kroatien-Rundfahrt
- Nachwuchswertung Tour de Guadeloupe
- Nachwuchswertung Österreich-Rundfahrt
- Nachwuchswertung Tour de l’Ain

2021
- Nachwuchswertung Adriatica Ionica Race

## Grand-Tour-Platzierungen
| Grand Tour            | 2021 | 2022 | 2023 | 2024 |
| --------------------- | ---- | ---- | ---- | ---- |
| Giro d’ItaliaGiro     | 40   | 29   | 43   | DNF  |
| Tour de FranceTour    | –    | –    | –    | –    |
| Vuelta a EspañaVuelta | –    | 38   | 91   | –    |